# خط المهدية
خط المهدية هو أحد الخطوط العربية وينسب إلى مدينة المهدية بتونس، عاصمة الفاطميين الأولى.
- وردت الإشارة إلى خط المهدية في نص للعلامة ابن خلدون، إذ في معرض حديثه عن تراجع الخطوط السائدة بإفريقية أمام الخط الأندلسي ذكر ما يلي : «وأما أهل الأندلس فانتشروا في الأقطار منذ تلاشي ملك العرب ومن خلفهم من البربر ... فانتشروا في عدوة المغرب وإفريقية ... وتعلقوا بأذيال الدولة، فغلب خطهم على الخط الإفريقي وعفا عليه، ونسي خط القيروان والمهدية ... وصارت خطوط أهل إفريقية كلها على الرسم الأندلسي». وهو ما يعني أن خط المهدية هذا قد استمر إلى القرن الخامس هجري/11م وتراجع منذئذ.
- أما عن خصائص خط المهدية فيبدو أنه أحد تنويعات الخط الكوفي القيرواني.